# Schrikmolen
De Schrikmolen is een windmotor of roosmolen. Hij staat in een uiterwaard van de Bergsche Maas in Genderen, in de Noord-Brabantse gemeente Altena. De windmotor werd in 1917 geplaatst. Na stilzetting in 1979 raakte de molen steeds verder in verval. Een storm blies in 2000 de laatste restanten van het rad weg. In 2004 werd een begin gemaakt met de restauratie en in 2009 was de windmotor weer maalvaardig.

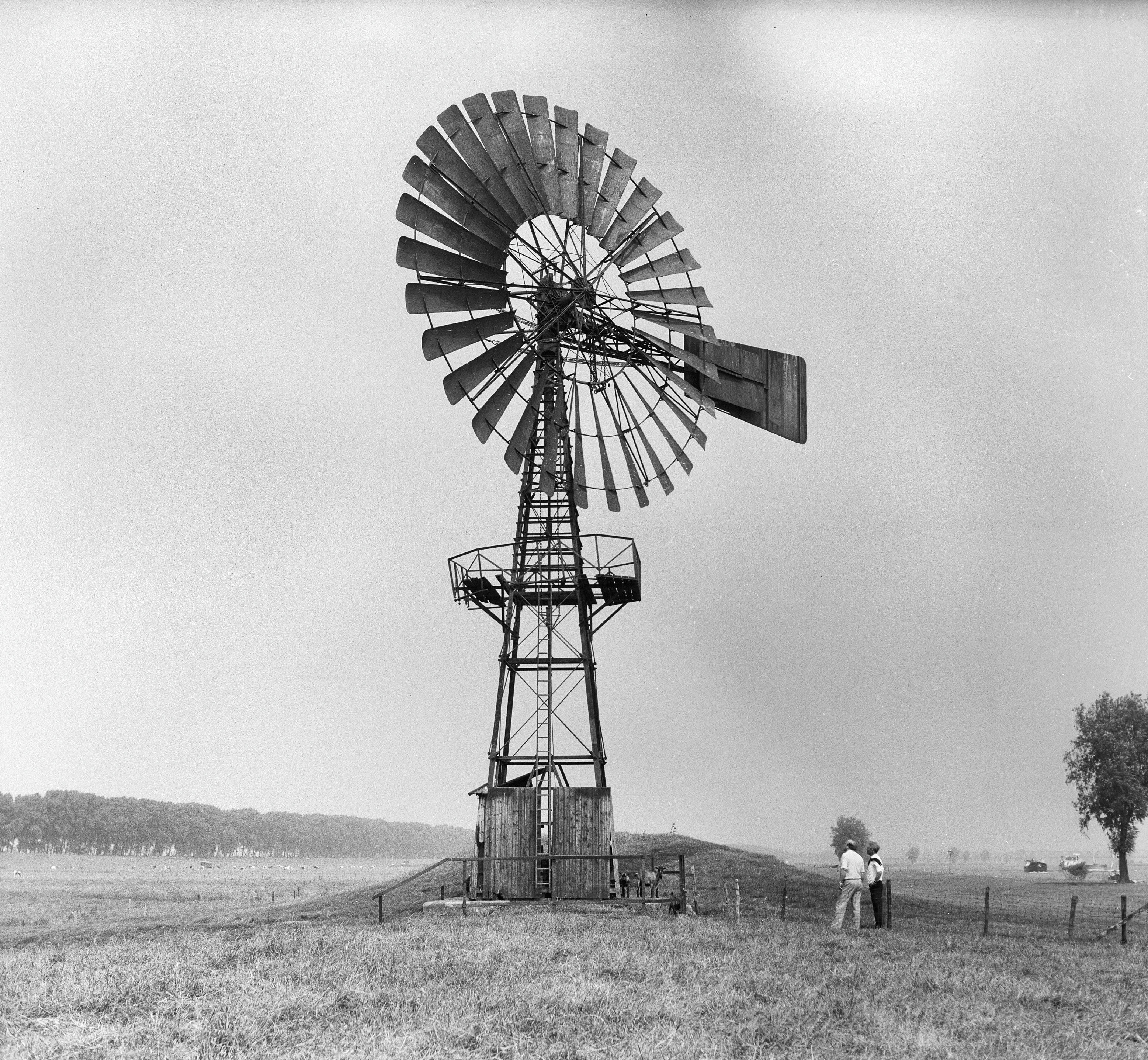
De molen in 1984